# Арташар
Арташар (арм. Արտաշար) — село в Армавирской области Армении.

## География
Село расположено в юго-восточной части марза, при железнодорожной линии Айрум — Ереван, на расстоянии 13 километров к юго-востоку от города Армавир, административного центра области. Абсолютная высота — 843 метра над уровнем моря.
Климат
Климат характеризуется как семиаридный (BSk в классификации климатов Кёппена). Среднегодовая температура воздуха составляет 12,2 °C. Средняя температура самого холодного месяца (января) составляет −2,8 °С, самого жаркого месяца (июля) — 25,5 °С. Расчётная многолетняя норма атмосферных осадков — 292 мм. Наибольшее количество осадков выпадает в мае (50 мм).

## Население
| Год переписи | Население          | Население          | Население          | Население            | Население            | Население            |
| Год переписи | Наличное население | Наличное население | Наличное население | Постоянное население | Постоянное население | Постоянное население |
| Год переписи | Всего              | Мужчины            | Женщины            | Всего                | Мужчины              | Женщины              |
| ------------ | ------------------ | ------------------ | ------------------ | -------------------- | -------------------- | -------------------- |
| 2001         | 962                | 515                | 447                | 966                  | 520                  | 446                  |
| 2011         | 1168               | 605                | 563                | 1218                 | 632                  | 586                  |